# Chloe Mann
Genevieve Chloe Mann (12 novembre 1990) è una pallavolista statunitense.
Gioca nel ruolo di centrale nel Supreme Chonburi.

## Carriera
La carriera pallavolistica di Chloe Mann inizia nei tornei scolastici statunitensi, giocando per la squadra della Eastside High School. Al termine delle scuole superiori, entra a far parte della squadra della University of Florida, con la quale prende parte alla Division I NCAA dal 2009 al 2013, saltando tuttavia la sua prima stagione, ricevendo anche qualche riconoscimento individuale.
Nella stagione 2014-15 inizia la carriera professionistica nella Ligue A francese, difendendo i colori del Béziers, approdando nella stagione seguente al Nakorn Nonthaburi, nella Volleyball Thailand League, dove gioca anche nel campionato 2016-17, difendendo però i colori del Supreme Chonburi, con cui vince lo scudetto, la Thai-Denmark Super League 2017 e il campionato asiatico per club 2017.

## Palmarès

### Club
- Campionato thailandese: 1

2016-17
- Thai-Denmark Super League: 1

2017
- Campionato asiatico per club: 1

2017

### Premi individuali
- 2012 - Division I NCAA: Austin Regional All-Tournament Team
- 2012 - All-America First Team
- 2013 - All-America First Team
- 2016 - Volleyball Thailand League: Miglior attaccante
- 2017 - Volleyball Thailand League: Miglior centrale
- 2017 - Thai-Denmark Super League: Miglior realizzatrice